# ヤマハ・ディバージョン
ヤマハ・ディバージョン (Yamaha Diversion) とは、ヤマハ発動機が製造・販売しているスポーツツアラータイプのオートバイ。

## 概要
シリーズ車種として排気量別に数車種が製造されていた。2009年現在は600ccのXJ6ディバージョン (XJ6 Diversion)、XJ6ディバージョンF (XJ6 Diversion F)、及びXJ6 Nが日本国外輸出向けに生産されている。

## モデル一覧

### ディバージョン400
ディバージョンシリーズ最初の車種であるディバージョン400（型式名XJ400S）は、「ウインドツアラー」の愛称とともに1991年に発表された。搭載されたエンジンはシリンダーを35度前傾させた空冷DOHC2バルブ直列4気筒。ダウンドラフト式のキャブレターを採用し、ストレートな吸気を実現している。また、あえてロングストロークを採用。最高出力は42ps、最大トルクは3.5kg-mと控えめではあったが、フラットなトルク特性を引き出し、日常でのスポーツ走行には十分な性能は発揮していた。
また、高速&長時間ツーリングでの疲労を軽減するべく、風の流れを考慮したフレームマウントのカウル、グラブバー、オプションのセンタースタンドなどの各種装備は、日常での使用からロングツーリングまでの使い勝手を重視したものであった。しかし、コンセプトが日本のライダー全般に受け入れられたとは言い難く、人気車種となることはなかった。後に400ccクラスの空冷直列4気筒エンジンは再度新開発され、ネイキッドのXJR400シリーズへと受け継がれている。 

### ディバージョン600

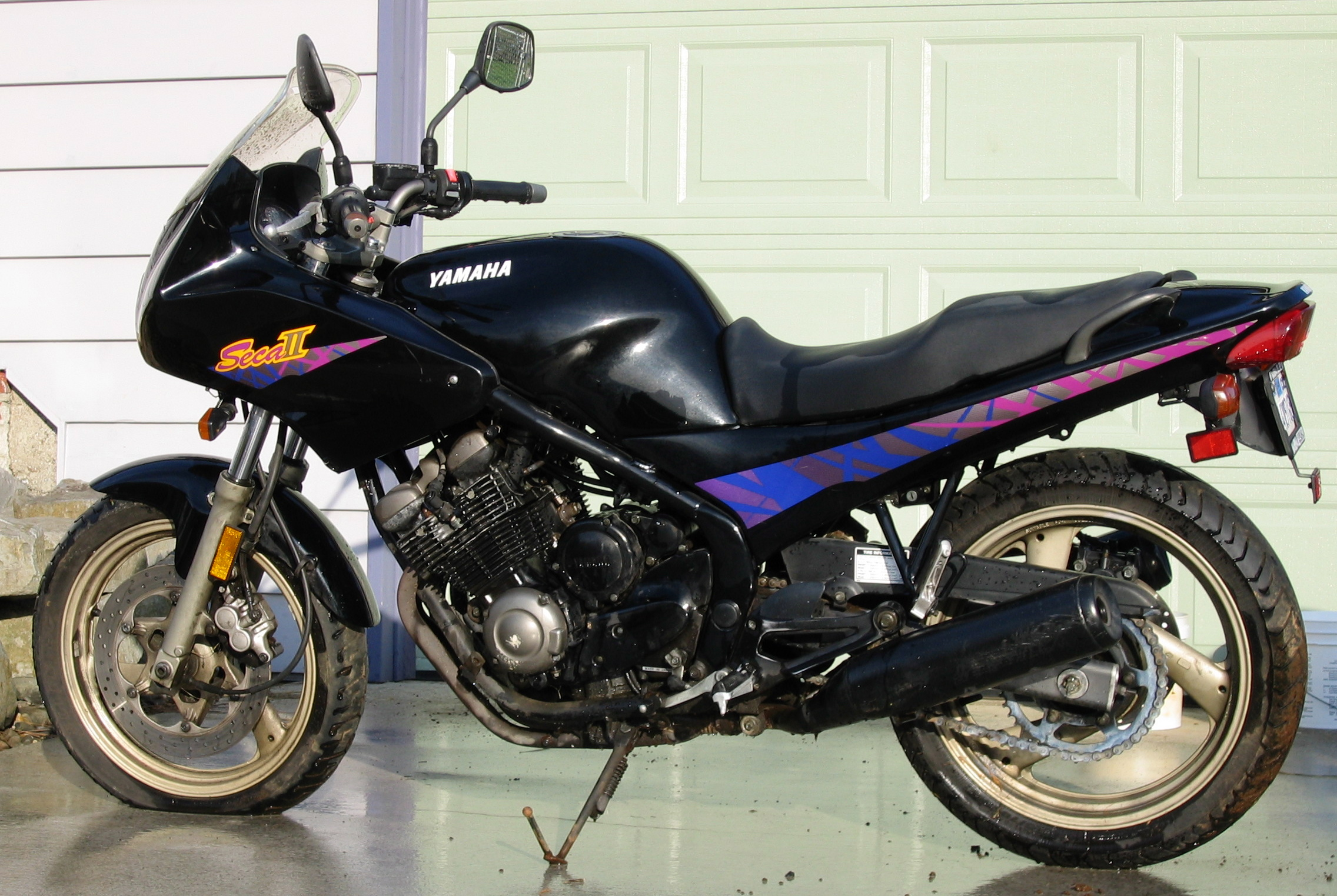
1996年式Seca II（北米仕様）

ディバージョン600（型式名XJ600S）は、日本国内でディバージョン400が発売されると同時に日本国外への輸出が開始された。「ディバージョン」の名は主に欧州での名称であり、北米では「セカII」 (Seca II) の名称が与えられていた。1992年には日本国内でも販売が開始された。尚、最高出力は61ps（日本仕様は57ps）、最大トルクは5.4kg-m（同、5.3kg-m）となっていた。
また、欧州向けにはアッパーカウルを外して丸目1灯式のヘッドライトを採用したネイキッドモデル「XJ600N」（Nは「ネイキッド」の意）もラインナップされていた。

### ディバージョン900
ディバージョン900（型式XJ900S）は、主に欧州市場にのみ輸出されており、北米市場での展開はなかった。また、この車種のみシャフトドライブが採用されていた。

### XJ6ディバージョン / N / F

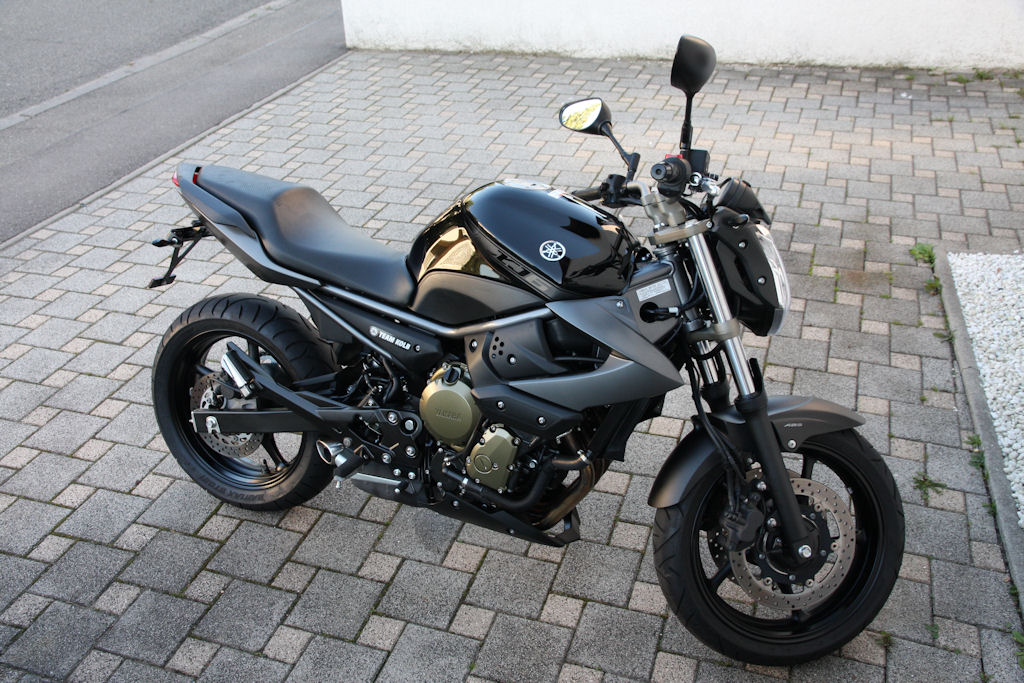
XJ6ディバージョンのネイキッド仕様であるXJ6 N

ディバージョンシリーズの最新作であるXJ6ディバージョンは2008年に発表され、2009年2月より欧州市場への輸出が開始された。空冷エンジンを採用していた上記3車種とは異なり、FZ6のものをベースにシリンダーヘッド、クランクケース、吸排気系統を一新した水冷DOHC16バルブ直列4気筒エンジンを搭載。最高出力、最大トルクはそれぞれ57kW（78PS）・59.7Nm（6.1kg-m）となっており、FZ6よりも中低速域でのトルク重視の設定となった。また燃料供給方式もキャブレターからフューエルインジェクションとなっている。またABSを装備した車種も併売されている。
また、XJ6ディバージョンをベースにアッパーカウルを装備しないネイキッドモデルの「XJ6 N」もラインナップされている。
2010年モデルとして、フルカウルを装備したXJ6ディバージョンFが追加されている。